# Jersey Shore Bullets
I Jersey Shore Bullets sono stati una franchigia di pallacanestro della EBA e della CBA, con sede a Asbury Park, nel New Jersey, attivi tra il 1970 e il 1979.
Nacquero a Camden, nel New Jersey, nel 1970. Dopo la prima stagione si trasferirono a Cherry Hill, come Cherry Hill Demons. Si trasferirono ancora durante la stagione, questa volta a Hazleton, cambiando nome in Hazleton Bits. Cominciarono la stagione successiva ad Hamburg, in Pennsylvania, come Hamburg Bullets, trasferendosi ancora ad Hazleton durante il campionato, dove rimasero fino al 1976.
Durante la stagione 1976-77 si spostarono nel New Jersey, ad Asbury Park, ribattezzandosi Shore Bullets. Dal 1977-78 assunsero la denominazione di Jersey Shore Bullets.
Scomparvero dopo la stagione 1978-79.

## Stagioni
| Stagione | Lega | Denominazione                    | V  | P  | %    | Piazzamento | Play-off               |
| -------- | ---- | -------------------------------- | -- | -- | ---- | ----------- | ---------------------- |
| 1970-71  | EBA  | Camden Bullets                   | 12 | 16 | 42,9 | 3º          | Semifinale di division |
| 1971-72  | EBA  | Cherry Hill Demons/Hazleton Bits | 11 | 19 | 36,7 | 5º          | -                      |
| 1972-73  | EBA  | Hamburg/Hazleton Bullets         | 4  | 26 | 13,3 | 7º          | -                      |
| 1973-74  | EBA  | Hazleton Bullets                 | 15 | 12 | 55,6 | 3º          | Semifinale di division |
| 1974-75  | EBA  | Hazleton Bullets                 | 18 | 11 | 62,0 | 1º          | Finale EBA             |
| 1975-76  | EBA  | Hazleton Bullets                 | 14 | 9  | 60,9 | 4º          | Semifinale EBA         |
| 1976-77  | EBA  | Hazleton/Shore Bullets           | 3  | 18 | 14,3 | 6º          | -                      |
| 1977-78  | EBA  | Jersey Shore Bullets             | 20 | 11 | 64,5 | 1º          | Semifinale EBA         |
| 1978-79  | CBA  | Jersey Shore Bullets             | 22 | 26 | 45,8 | 3º          | Primo turno            |